# Rhinodera
Rhinodera is een geslacht van rechtvleugeligen uit de familie sabelsprinkhanen (Tettigoniidae). De wetenschappelijke naam van dit geslacht is voor het eerst geldig gepubliceerd in 1955 door Max Beier.

## Soorten
Het geslacht Rhinodera  is monotypisch en omvat slechts de volgende soort:
- Rhinodera spinifrons (Beier, 1955)[1]